# ایهور چرکون
ایهور چرکون (اوکراینی: Ігор Валентинович Черкун؛ ۱۷ فوریهٔ ۱۹۶۵ – ۲۴ سپتامبر ۲۰۲۱) بازیکن فوتبال اهل اوکراین بود.